# Fire and Filigree
Fire and Filigree ist ein Jazzalbum von Curtis Fuller. Die am 5. Dezember 1978 entstandenen Aufnahmen erschienen 1979 auf dem Label Bee Hive Records.

## Hintergrund
Der Posaunist Curtis Fuller hatte in den 1970er-Jahren nur wenige Alben unter eigenem Namen eingespielt; nach zwei Alben für Mainstream Records, Crankin’ und Smokin’ (1972/73), die vom zeitgenössischen Fusion-Idiom beeinflusst waren, gehörte er dem Count Basie Orchestra an und wirkte weiterhin bei Aufnahmen von Jimmy Heath, Art Blakey, Mike Longo und Bobby Watson mit, bis er im September 1978 wieder ein eigenes Album aufnahm, Four on the Outside, mit Pepper Adams, James Williams, Dennis Irwin und John Yarling. Nach einem Aufenthalt in Japan Ende 1978 mit Mickey Tucker und George Coleman stellte er für weitere Aufnahmen unter eigenem Namen ein Quintett mit dem Tenorsaxophonisten Sal Nistico, dem Pianisten Walter Bishop junior, dem Bassisten Sam Jones und dem Schlagzeuger Freddie Waits zusammen. Das Album enthält neben zwei Eigenkompositionen Fullers die Standards „Yesterdays“ und „Hello Young Lovers“ (ein Song aus dem Rodgers/Hammerstein-Musical The King and I von 1951), außerdem die Jazztitel „Minor's Holiday“ von Kenny Dorham und „Blue Monk“ von Thelonious Monk.

## Titelliste
- Curtis Fuller – Fire and Filigree (Bee Hive Records BH 7007)[1]

A1 Minor’s Holiday (Kenny Dorham) 3:45

A2 Ballad for Gabe Wells 10:14

A3 Hello Young Lovers (Oscar Hammerstein II, Richard Rodgers) 8:02

B1 The Egyptian 7:52

B2 Yesterdays (Jerome David Kern, Otto Harbach) 7:13

B3 Blue Monk (Thelonious Monk) 5:50
Wenn nicht anders vermerkt, stammen die Kompositionen von Curtis Fuller.

## Rezeption
Scott Yanow verlieh dem Album in Allmusic vier Sterne und schrieb, Fuller und der kraftvolle Tenorsaxophonist Sal Nistico würden mit ihrer starken Frontline für eine hervorragende Hardbop-Session sorgen. Mit dem Pianisten Walter Bishop Jr., dem Bassisten Sam Jones und dem Schlagzeuger Freddie Waits spiele das Quintett zwei Fuller-Originale, Kenny Dorhams "Minor's Holiday" und drei Standards. Obwohl das bop-orientierte BeeHive-Label inzwischen inaktiv geworden ist, könne man dieses swingende und unterhaltsame Album, die eine der besten Aufnahmen von Curtis Fuller aus dieser Ära sei, noch finden.